# Foment d'Obres i Construccions SA
Foment d'Obres i Construccions SA (FOCSA) fou una societat constituïda a Barcelona l'any 1900 dedicada a la construcció de ports, edificis urbans i industrials, d'obres hidràuliques, de carreteres, de ferrocarrils, concessió de serveis municipals, etc. Fou una de les principals companyies catalanes. El 1992 fou fusionada amb l'empresa Construcciones y Contratas SA, tot constituint la nova societat Fomento de Construcciones y Contratas

## Història

### Orígens i constitució
Foment d'Obras i Construccions SA (FOCSA) es va fundar a Barcelona, davant el notari Josep Ferrer i Bernadas, el dia 3 de juliol de 1900. L'empresa era continuadora de l'antiga societat Piera, Cortinas i Cia. El Consell d'Administració el formaven el president, Agustí Viñamata i Vilaseca; director-gerent, Salvador Piera i Jané; consellers, Antoni Piera i Jané, Narcís Cortina i Batllorí, Josep Torres i Ferran, Josep Piera i Jané, Josep Ferrer i Bernadas, Joan Mas i Calmet, Ricard Ramos i Cordero i Guillem Puig i Boada. La família Piera hi va aportar pedreres de la muntanya de Montjuïc (Barcelona), i part del capital el varen aportar la Banca Mas Sardà i la Banca Soler i Torra. El capital inicial va ser de 5 milions de pessetes, en accions de 500 ptes., que es va augmentar a 7,5 milions per acord de la Junta General extraordinària d'accionistes el 8 de novembre de 1905. El termini de duració de la societat es va fixar a noranta anys.
La nova companyia continuà en una primera fase la política portada a terme per Piera, Cortinas i Companyia d'adquisició de finques de la muntanya de Montjuïc amb sòls susceptibles d'explotació de pedreres. Es tractava d'assegurar-se la matèria primera, la pedra tractada, pels projectes d'empedrat, pavimentació i construcció en general, comprant les pedreres que després anava explotant. L'any 1904 FOCSA disposava en propietat de 64,50 Ha. en el sector de ponent i migdia de la muntanya. I el 1924 ja disposava de 600.000 m² (des de la Gran Via de les Corts Catalanes fins al terreny del cementiri del Sud-oest), amb diverses pedreres de roca sorrenca i grans edificis de quadres, tallers, cotxeres, magatzems, bòbila de totxos, amb una maquinària perfeccionada, amb una capacitat de producció de prop de 15.000 totxos diaris, amb la façana a la Gran Via i a la carretera del Port. Posteriorment, l'any 1947, FOCSA constituiria FOPIMA (Foment de Pedres i Marbres S.A.) per garantir les seves necessitats en aquest camp).

### Trajectòria
El seu primer contracte fou la construcció dels molls Espanya, Balears, Nou i de Pescadors del Port de Barcelona l'any 1901. L'any 1902, del Port de Palamós, el 1906 de les clavegueres de Barcelona. El 1909 participà en la construcció del ferrocarril de Girona a Olot, en l'ampliació del port de Barcelona i el Port de Sant Feliu de Guíxols, en la urbanització de la Gran Via Diagonal i Casanova, l'empedrat del Passeig del Triomf i l'obertura de la Via Laietana a Barcelona. El 1915 fou l'adjudicatària del contracte de recol·lecció domiciliària de residus sòlids urbans i neteja de les vies públiques de Barcelona. El 1924, construí l'estació de França de Barcelona.
El 1927 contracta per temps indeterminat Esteve Llover i Solà, picapedrer, per la confecció de llambordes a la pedrera de mas Puig de Lloret Salvatge a Amer, amb l'obligació que només podia treballar per a FOCSA i llogar un mínim de deu parelles de treballadors, a qui hauria de tenir assegurats. La companyia ordenava quin material calia fer: llambordes baixes o curtes, tacos, imperilas, mosaics, rigoles... i quinzenalment se li pagava 24 pessetes per cent llombardes.
El 1928, en la preparació per a l'Exposició Universal de 1929, FOCSA realitzà la urbanització del recinte de l'Exposició Universal i de la plaça d'Espanya, on van construir 4 hotels i més de 4.000 habitatges, així com la urbanització d'una part de la Rambla de Catalunya, que es transforma en bulevard, i del carrer Balmes, cobrint dels Ferrocarrils Catalans subterrani que circula al llarg de la mateixa.

### El parèntesi de la Guerra Civil[6]
El fracàs del cop d'estat del 18 de juliol de 1936 i l'inici de la Guerra Civil comportaren una situació de paralització del sector de la construcció i dels serveis municipals per diverses causes: desorganització tecnico-administrativa, fugida o mort d'alguns del patrons o directius, bloqueig de capitals de les empreses als bancs que impossibilitaven el pagament de salaris, de proveïdors, combinat amb la marxa de treballadors al front i, per tant, la desorganització de les obres. En aquest context els obrers confiscaren les empreses i els sindicats crearan unes comissions de control que es componien d'un arquitecte designat pel Sindicat d'Arquitectes de Catalunya, un aparellador nomenat per l'Associació d'Aparelladors i un delegat obrer dels Sindicats Únics de Ram de la Construcció. La primera designació d'aquestes comissions seria el 9 d'agost, i abastaven des d'empreses com Foment d'Obres i Construccions i Cubiertas y Tejados fins a les empreses més petites o familiars. FOCSA, però, ja havia estat intervinguda per la Generalitat de Catalunya, i hi havia nomenat un interventor específic atesa la seva qualitat d'empresa de serveis municipals essencials, el mateix juliol del 1936.
Més tard, el 24 d'octubre de 1936, la Generalitat, amb el Decret de Col·lectivizació i Control de la Indústria i el Comerç, donà carta de naturalesa a les confiscacions realitzades pels obrers, i FOCSA seria, per tant, col·lectivitzada i regida per un Consell d'empresa. del qual depenia el director atès que era una empresa gran de més de cent obrers.
El gener–febrer del 1939, els antics propietaris recuperaren la propietat de l'empresa.

### Expansió i desenvolupament
A partir de 1940 li serien adjudicats la recollida de residus sòlids a Madrid i Saragossa, que s'adjudiquen a FOCSA. Igualment tindrà una participació destacada en la tasca de reconstrucció d'infraestructures (ponts ferroviaris i carreteres, principalment) així com en l'edificació de factories que recomponguin el teixit industrial de l'Estat. El 1946, va construir l'edifici de l'Institut Nacional de Previsió de Barcelona.
El 1947, FOCSA va constituir Foment de Pedres i Marbres SA (FOPIMA), una altra empresa participada la qual s'incorporà l'empresa de picapedrers Bau, que tenia com a objectiu principal per una part l'explotació de les pedreres i per altra garantir-se la pedra i el mabre per als seus projectes d'infraestructures i construcció en general. L'empresa tenia dues seccions: la secció de la pedra i la secció de mabre. Hi van arribar a treballar més de 150 picapedrers amb maquinària i mitjans moderns.
El 1949 s'adjudicaria la prolongació de la línia del Metro de Barcelona en els trams Marina-Clot, Clot-Navas de Tolosa i l'estació de Fabra i Puig. El 1952, FOCSA pavimentà 21.000 m² de la carretera de Madrid a França per La Jonquera. El 1953 s'adjudic+a la construcció de la base aèria de Torrejón de Ardoz, projecte generat després des acords amb els EUA d'Amèrica. El 1957 faria la cobertura de la rasa del ferrocarril del carrer d'Aragó de Barcelona. També obtindria els contractes dels serveis de neteja de València, i de sanejament de Barcelona, Madrid, València i Saragossa. El 1967 s'inicià la construcció de la primera autopista de peatge de l'Estat entre Barcelona i La Jonquera, i els tram Mollet del Vallès-Granollers s'adjudicaroa a FOCSA. Igualment. la construcció de dos aparcaments soterrats al Passeig de Gràcia de Barcelona, amb capacitat per 1.270 vehicles. El 1968 construí els centres comercials de El Corte Inglés a Barcelona (plaça de Catalunya i Diagonal), Bilbao, Gijón, Girona, Las Palmas, Madrid (Preciados i Princesa), Màlaga, Sevilla (plaça del Duque) i Saragossa. El 1974, construí el distribuïdor de tràfic de la plaça de Lesseps a Barcelona.
El 1985 es posà en marxa el I Plan General de Carreteras, i en el seu marc, FOCSA construí nombrosos trams, repartits per tota la geografia de l'Estat, amb una llargada superior al miler de km.
El 1989, en el marc de la preparació de l'Exposició Universal de 1992 a Sevilla, la companyia construçi els ponts de Chapina i de l'Alamillo, així com els pavellons de Catalunya, Itàlia, Puerto Rico i de Serveis. A Madrid, finalità la construcció de la Torre Picasso, el major edifici d'oficines d'Espanya, del qual FOCSA era propietari del 80%. El 1990, inicià la construcció de les Torres Porta d'Europa, a la Plaça de Castella de Madrid, que formen un conjunt arquitectònic de disseny singular, el nucli central el constitueixen dues torres inclinades, situades a banda i banda del passeig de la Castellana, amb una superfície total construïda de 125.000 m².

### Dissolució
El març de 1992, FOCSA es fusionà amb Construcciones y Contratas SA (que l'any 1986 ja tenia el paquet d'accions majoritari i hi havia imposat el conseller delegat). L'empresa resultant de la fusió fou Fomento de Construcciones y Contratas (FCC), amb un capital propi de 8.444.411.000 pessetes. La seu social era a Barcelona, però el consell d'administració de l'empresa i la direcció operativa era a Madrid (de fet, a Barcelona únicament es feien les juntes generals anuals).
FCC és la matriu d'un dels primers grups europeus de serveis ciutadans, tant per volum de xifra de negocis (12.700 milions d'euros i un benefici de 307 milions l'any 2009, i les seves accions es troben incloses en l'índex de l'Ibex 35, que recull la cotització de les societats més importants de la Borsa espanyola.

## Seu social
El 1923 s'iniciaren les obres de l'edifici social del carrer de Balmes, 36-42 de Barcelona, construït en pedra, i el 1925, l'Ajuntament de Barcelona li atorgà el premi del Concurs d'edificis artístics. El projecte i la direcció de les obres fou encarregar a l'arquitecte i conseller de l'empresa Jaume Torres i Grau (1879-1945). L'edifici és representatiu del noucentisme classicista. La composició de la façana en pedra de Montjuïc, i combina elements clàssics amb trets d'origen barroc, aconseguint una severa monumentalitat. A la cornisa que corona el conjunt hi ha quatre escultures al·legòriques fetes per Josep Tenas i Alives (1892-1943). En l'actualitat és la seu de l'empresa Fomento de Construcciones y Contratas.